# Баррейру
Баррейру (порт. Barreiro; [bɐ'ʁɐiɾu]) — город в Португалии, центр одноимённого муниципалитета в округе Сетубал. Численность населения — 40,9 тыс. жителей (город), 79 тыс. жителей (муниципалитет). Город входит в Лиссабонский регион, в субрегион Полуостров Сетубал. Входит в агломерацию Большой Лиссабон. По старому административному делению входил в провинцию Эштремадура.

## Расположение
Город расположен на южном берегу эстуария реки Тежу, напротив города Лиссабон (7 км) и в 17 км от впадения реки в Атлантический океан.
Муниципалитет граничит:
- на севере — эстуарий реки Тежу
- на востоке — муниципалитет Мойта
- на юго-востоке — муниципалитет Палмела
- на юге — муниципалитет Сетубал и Сезимбра
- на западе — муниципалитет Сейшал

## Население
| Население муниципалитета Баррейру (1801—2004) | Население муниципалитета Баррейру (1801—2004) | Население муниципалитета Баррейру (1801—2004) | Население муниципалитета Баррейру (1801—2004) | Население муниципалитета Баррейру (1801—2004) | Население муниципалитета Баррейру (1801—2004) | Население муниципалитета Баррейру (1801—2004) | Население муниципалитета Баррейру (1801—2004) | Население муниципалитета Баррейру (1801—2004) |
| --------------------------------------------- | --------------------------------------------- | --------------------------------------------- | --------------------------------------------- | --------------------------------------------- | --------------------------------------------- | --------------------------------------------- | --------------------------------------------- | --------------------------------------------- |
| 1801                                          | 1849                                          | 1900                                          | 1930                                          | 1960                                          | 1981                                          | 1991                                          | 2001                                          | 2004                                          |
| 2425                                          | 3384                                          | 7738                                          | 21 030                                        | 35 088                                        | 88 052                                        | 85 768                                        | 79 012                                        | 78 992                                        |

## История
Город основан в 1521 году.

## Районы
| Фрегезии (районы) муниципалитета Баррейру | Фрегезии (районы) муниципалитета Баррейру | Фрегезии (районы) муниципалитета Баррейру | Фрегезии (районы) муниципалитета Баррейру | Фрегезии (районы) муниципалитета Баррейру | Фрегезии (районы) муниципалитета Баррейру | Фрегезии (районы) муниципалитета Баррейру |
| ----------------------------------------- | ----------------------------------------- | ----------------------------------------- | ----------------------------------------- | ----------------------------------------- | ----------------------------------------- | ----------------------------------------- |
| №                                         | Наименование                              | Оригинальное наименование                 | Кол-во жителей чел.(2001)                 | Территория км²                            | Плотность чел./км²                        | Почтовый индекс                           |
| 1                                         | Алту-ду-Сейшалинью                        | Alto do Seixalinho                        | 20 522                                    | 1,63                                      | 12590,18                                  | 2830-000 ALTO DO SEIXALINHO               |
| 2                                         | Баррейру                                  | Barreiro                                  | 8 822                                     | 3,73                                      | 2365,15                                   | 2830-000 BARREIRO                         |
| 3                                         | Койна                                     | Coina                                     | 1 576                                     | 5,39                                      | 292,39                                    | 2830-000 COINA                            |
| 4                                         | Лаврадиу                                  | Lavradio                                  | 13 051                                    | 2,17                                      | 6014,29                                   | 2835-000 LAVRADIO                         |
| 5                                         | Пальяйш                                   | Palhais                                   | 1 224                                     | 7,41                                      | 165,18                                    | 2830-000 PALHAIS BRR                      |
| 6                                         | Санту-Андре                               | Santo André                               | 11 319                                    | 4,4                                       | 2572,5                                    | 2830-000 SANTO ANDRE BRR                  |
| 7                                         | Санту-Антониу-да-Шарнека                  | Santo António da Charneca                 | 10 983                                    | 8,14                                      | 1349,26                                   | 2835-000 SANTO ANTONIO DA CHARNECA        |
| 8                                         | Вердерена                                 | Verderena                                 | 11 514                                    | 0,94                                      | 12248,94                                  | 2830-000 BARREIRO                         |